# Гидроксид свинца(II)
Гидроксид свинца(II) — неорганическое соединение, гидроксид металла свинца с формулой Pb(OH)2, белое аморфное вещество или прозрачные кристаллы, плохо растворимые в воде. Как и многие другие соединения свинца токсичен, канцерогенен.

## Получение
- Осаждение щелочью растворимой соли двухвалентного свинца:

{\displaystyle {\mathsf {Pb(NO_{3})_{2}+2NaOH\ {\xrightarrow {}}\ Pb(OH)_{2}\downarrow +2NaNO_{3}}}}
- Окисление свинца в присутствии воды при нагревании:

{\displaystyle {\mathsf {2Pb+O_{2}+2H_{2}O\ {\xrightarrow {T}}\ 2Pb(OH)_{2}}}}

## Физические свойства
Гидроксид свинца(II) образует белое аморфное вещество или прозрачные кристаллы гексагональной сингонии, параметры ячейки a = 0,526 нм, c = 1,47 нм, Z = 6.

## Химические свойства
- При нагревании разлагается:

{\displaystyle {\mathsf {Pb(OH)_{2}\ {\xrightarrow {100-145^{o}C}}\ PbO+H_{2}O}}}
- Проявляет амфотерные свойства, реагирует с кислотами:

{\displaystyle {\mathsf {Pb(OH)_{2}+2HCl\ {\xrightarrow {}}\ PbCl_{2}+2H_{2}O}}}
- и щелочами:

{\displaystyle {\mathsf {Pb(OH)_{2}+2NaOH\ {\xrightarrow {}}\ Na_{2}[Pb(OH)_{4}]}}}
- Поглощает углекислоту с образованием основной соли:

{\displaystyle {\mathsf {2Pb(OH)_{2}+CO_{2}\ \xrightarrow {} \ Pb_{2}(OH)_{2}CO_{3}+H2O}}}
- В щелочной среде окисляется перекисью водорода и гипохлоритом кальция[1]:

{\displaystyle {\mathsf {Pb(OH)_{2}+H_{2}O_{2}\ {\xrightarrow {}}\ PbO_{2}\downarrow +2H_{2}O}}}
{\displaystyle {\mathsf {2Pb(OH)_{2}+Ca(ClO)_{2}\ \xrightarrow {} \ 2PbO_{2}\downarrow +CaCl_{2}+2H_{2}O}}}